# Париж (линейный корабль, 1849)
«Париж» — парусный линейный корабль Черноморского флота Российской империи, находившийся в составе флота с 1849 по 1855 год, один из трёх кораблей типа «Двенадцать апостолов», участник Крымской войны, включая Синопское сражение. Во время службы по большей части участвовал в практических плаваниях в Чёрном море и перевозке войск, во время обороны Севастополя был затоплен на рейде, чтобы перекрыть путь вражеской эскадре к городу.

## Описание корабля
Один из трёх парусных 120-пушечных линейных кораблей типа «Двенадцать апостолов», строившихся в Николаеве с 1838 по 1852 год. Корабли этого типа были наиболее совершенными парусными кораблями Российского флота того времени. Они не имели равных среди парусных кораблей по боевым качествам, при этом обладали красотой форм и изяществом. Водоизмещение корабля составляло 4790 тонн, длина между перпендикулярами — 63,6 метра, длина по гондеку — 64,6 метра, ширина — 18,1 метра, а осадка — 7,7 метра. Вооружение корабля по сведениям из различных источников составляли от 120 до 130 орудий, по одним данным они включали двадцать восемь 68-фунтовых бомбических орудий на гон-деке, семьдесят две 36-фунтовых чугунных пушки на мидель-деке и опер-деке и двадцать четыре 24-фунтовых карронады на баке и шканцах, по другим данным двадцать восемь 68-фунтовых бомбических орудий,
тридцать восемь 34-фунтовых чугунных пушек, тридцать четыре 36-фунтовых и две 24-фунтовых пушко-карронады, две 24-фунтовых, двенадцать 12-фунтовых и две 8-фунтовых карронады, два 10-фунтовых чугунных десантных «единорога» и четыре 3-фунтовых фальконета. Экипаж корабля состоял из 1000 человек.
Корабль назван в честь вступления российских войск в Париж 18 (30) марта 1814 года, и был последним из трёх парусных линейных кораблей российского флота, носивших это имя. До этого одноимённые корабли строились в 1814 и 1826 годах, оба ранее построенных корабля также несли службу в составе Черноморского флота.

## История службы
26 сентября (8 октября) 1835 года императором Николаем I был утверждён состав судов Черноморского флота, включавший в себя три линейных корабля I ранга типа «Двенадцать апостолов». Линейный корабль «Париж» был заложен 18 (30) июня 1847 года на стапеле Спасского адмиралтейства в Николаеве, и после спуска на воду 23 октября (4 ноября) 1849 года вошёл в состав Черноморского флота России. Строительством руководил подполковник Корпуса корабельных инженеров С. И. Чернявский, по чертежам начальника Николаевского корпуса корабельных инженеров полковника И. Д. Воробьёва. В следующем 1850 году корабль перешёл из Николаева в Севастополь.
В кампании 1850, 1851 и 1852 годов в составе эскадр кораблей Черноморского флота принимал участие в практических и крейсерских плаваниях в Чёрном море. При этом в 1852 году командир корабля был награждён орденом Святого Владимира III степени. В кампанию следующего 1853 года в июле и августе также принимал участие в практическом плавании, а во время учебной атаки флота на Севастопольский рейд 12 (24) августа находился на стороне атакующих. В кампанию того же года с 17 (29) сентября по 2 (14) октября в составе эскадры вице-адмирала П. С. Нахимова принимал участие в перевозке войск из Севастополя в Сухум-Кале, так на корабле было перевезено 1483 солдат и офицеров Волынского полка 13-й дивизии.
Принимал участие в Крымской войне, 29 октября (10 ноября) 1853 года в составе эскадры вице-адмирала В. А. Корнилова принимал участие в поисках турецкого флота сначала у румелийского, а затем у анатолийского берегов. Найти неприятельские суда не удалось, и эскадра, после передачи части кораблей 6 (18) ноября в состав эскадры П. С. Нахимова, 11 (23) ноября вернулась в Севастополь. На следующий день корабль вновь вышел в море уже во главе эскадры под общим командованием и флагом контр-адмирала Ф. М. Новосильского. Эскадра вышла с целью усиления эскадры П. С. Нахимова, которая блокировала турецкий флот в Синопе. Через четыре дня 16 (28) ноября эскадры соединились, а ещё через два дня произошло Синопское сражение.

### «Париж» в Синопском сражении
В сражении «Париж» заходил на рейд во главе левой колонны под командованием Ф. М. Новосильского. Совместно с кораблем «Императрица Мария» вёл бомбардировку батареи № 5, потом вступил в перестрелку с корветом «Гюли-Сефид» и фрегатом «Дамиад», итогом которой  стал взрыв корвета, а фрегат выбросился на берег. После уничтожения двух вражеских судов «Париж» продольным залпом поразил дрейфующий флагманский фрегат «Ауни-Аллах» и перенёс огонь на фрегат «Низамие», который также вынудил выброситься на берег.
В донесении императору вице-адмирал П. С. Нахимов особенно отмечал действия линейного корабля «Париж» в Синопском бою:

Нельзя было довольно налюбоваться прекрасными и хладнокровно рассчитанными действиями корабля «Париж».
За четыре часа Синопского сражения корабль сделал 3952 выстрела по врагу. Потери экипажа во время боя составили одного человека убитым, 18 — ранеными, сам корабль получил 16 пробоин, а также повреждения кормы, гальюна и гон-дека.
За отличие в сражении командир корабля капитан 1-го ранга В. И. Истомин 28 ноября (10 декабря) 1853 года был произведён в контр-адмиралы.

### После Синопского сражения
После сражения 22 ноября (4 декабря) корабль пришёл в Севастополь. В январе следующего 1854 года силами экипажа корабля была построена береговая батарея, названная «Парижской». В апреле того же года корабль занял позицию на рейде в районе Курийной балки, а в кампанию 1855 года перешёл на позицию между четвертой и Павловской батареями, к тому времени на нем оставались 214 человек экипажа и 82 орудия. После затопления на рейде 13 (25) февраля 1855 года линейных кораблей «Святослав», «Ростислав» и «Двенадцать апостолов», оставался в Севастополе в составе отряда их шести боеспособных линейных кораблей Черноморского флота, также включавшем корабли «Чесма», «Великий князь Константин», «Императрица Мария», «Храбрый» и «Ягудиил». 28 августа (9 сентября) 1855 года линейный корабль «Париж» был затоплен на Севастопольском рейде при оставлении города гарнизоном. После войны при расчистке Севастопольской бухты в 1857—1859 годах металлические части корабля подняты на поверхность, а корпус взорван.

## Командиры корабля
Командирами линейного корабля «Париж» в разное время служили:
- капитан 1-го ранга В. И. Истомин (1850—1854 годы)[16];
- капитан 2-го ранга П. А. Перелешин (1855 год)[17].